# Nivunkitunturi
Nivunkitunturi är en kulle i Finland. Den ligger i Muonio kommun och landskapet Lappland, i den norra delen av landet, 900 km norr om huvudstaden Helsingfors. Toppen på Nivunkitunturi är 462 meter över havet, eller 202 meter över den omgivande terrängen. Bredden vid basen är 6,5 km.
Terrängen runt Nivunkitunturi är huvudsakligen platt.  Trakten runt Nivunkitunturi är nära nog obefolkad, med mindre än två invånare per kvadratkilometer. Närmaste större samhälle är Muonio kyrkoby, 14,1 km nordväst om Nivunkitunturi. 